# George Chauncey
George Chauncey est un historien américain né en 1954.

## Biographie
Professeur d'histoire à l'université Columbia (après avoir longtemps enseigné à l'université de Chicago puis à Yale), il est l'une des figures les plus célèbres des Gay and Lesbian Studies. Il est notamment l'auteur de Gay New York : Gender, Urban Culture, and the Making of the Gay Male World, 1890-1940 (Basic Books, 1995) qui remporte à sa parution un prix Lambda Literary, mais qui n'est publié en France que dix ans plus tard sous le titre Gay New York, 1890-1940 (Fayard, 2003 ; traduit par Didier Eribon) .
Dans cet ouvrage, Chauncey décrit la genèse du partage qui prévaut aujourd’hui entre hétérosexuels et homosexuels, ainsi que l'existence d'un monde gay dans la ville de New York bien avant les célèbres émeutes de Stonewall. 
Les Gay n’étaient pas invisibles comme on aurait pu le penser. Ils s’affichaient par centaines, parfois par milliers, dans les grands bals travestis de Greenwich Village ou de Harlem, et les journaux publiaient volontiers photos et dessins des costumes les plus extravagants. Ils draguaient dans les rues et dans les parcs, se rencontraient dans les établissements de bains, se mêlaient ouvertement aux autres clients de nombreux bars et restaurants. Ils publiaient des romans à thèmes gays et lesbiens. Ils avaient leurs manières à eux de s’habiller, de parler, de se reconnaître dans les environnements hostiles. Les gays avaient créés un vaste monde gay à l’intérieur de la ville, avec sa géographie, ses codes, ses traditions et sa culture[réf. nécessaire].
En 2020 il participe dans le documentaire P.S._Burn_This_Letter_Please.